# Jујуба
Јујуба (Ziziphus jujuba Mill.), позната је још као кинеска урма, жижула, и чичимак. По броју стабала најбројније је воће у Кини. Узгаја се широм Азије, на Медитерану, као и у САД у новије време. У Црној Гори популарна је под називом иглица, а у окружењу је позната и као чичиндра, цициндра, цициндула, жижола, зизила, жижуља.
Верује се да је порекло јујубе из Северне Африке и Сирије, и да је потом однето у Кину и Индију, где се гаји више од 4000 година. Римљани су је назвали "Ziziphum".

## Опис
Јујуба је грмолика биљка или мање стабло висине до 5 м а са густом крошњом и повијеним гранама. На гранама се налази велики број оштрог трња и мање, гранчице дуге до 25 cm и благо наоштрени листови. Плодови су јајасти и облика маслине, као недозрели су светле зелене боје. У септембру почињу да мењају боју, лагано жуте, а затим попримају јарку црвено-смеђу па онда браон боју када сазру. Крајем септембра и почетком октобра плодови се беру и употребљавају. Пријатног је слатко-киселог укуса, a у средини је тврда коштица.

## Узгој јујубе
Јујуба расте у топлим крајевима, а одликује се великом отпорношћу на температурне промене, тако лети може да издржи и преко 40 °C и сушу, а када одбаци своје гранчице, постаје врло отпорна и на хладноћу, зими подноси температуру и до -25 °C.

## Употреба
Плод се једе сиров као и деломично или потпуно осушен. Такође, од плодова јујубе се праве џемови, сокови и ракија на бази лозоваче. Плод се препоручује због високог садржаја корисних састојака и витамина Ц и за снижење крвног притиска. Плодови, лишће и кора јујубе користе се у фармацеутској индустрији за производњу лекова и чајева. Познато је и да жвакањем јујубиног листа језик на кратко губи осећај за слаткоћу.